# بريان ريفيس
بريان ريفيس (بالإنجليزية: Bryan Reeves)‏ هو لاعب كرة قدم أمريكية أمريكي، ولد في 10 يوليو 1970 في كارسون في الولايات المتحدة.

## وصلات خارجية
- بريان ريفيس على موقع مرجع كرة القدم المحترفة.كوم (الإنجليزية)